# Qualificazioni alla Coppa delle nazioni UNCAF 1997
Sono elencate di seguito le date e i risultati per le qualificazioni alla Coppa delle nazioni UNCAF 1997.

## Formula
7 membri UNCAF: Guatemala (come paese ospitante), Costa Rica, El Salvador, Honduras e Nicaragua sono qualificati direttamente alla fase finale. Rimangono 2 squadre per 1 posto disponibile per la fase finale: le qualificazioni si compongono di un turno unico.
- Playoff - 2 squadre, giocano partite di andata e ritorno. La vincente si qualifica alla fase finale.

## Playoff
| Panama 23 marzo 1997 | Panama | 1 – 1 | Belize | Estadio Rommel Fernández |

| San Ignacio 30 marzo 1997                 | Belize    | 0 – 1   | Panama | Norman Broaster Stadium |
| \| \| \| \| \| \| Marcatori \| Guevara \| |           |         |        |                         |
|                                           |           |         |        |                         |
|                                           | Marcatori | Guevara |        |                         |

Panama qualificato alla fase finale.